# Colfax (Wisconsin)
Colfax is een plaats (village) in de Amerikaanse staat Wisconsin, en valt bestuurlijk gezien onder Dunn County.

## Demografie
Bij de volkstelling in 2000 werd het aantal inwoners vastgesteld op 1136. In 2006 is het aantal inwoners door het United States Census Bureau geschat op 1114.

## Geografie
Volgens het United States Census Bureau beslaat de plaats een oppervlakte van 3,7 km², waarvan 3,6 km² land en 0,1 km² water.

## Plaatsen in de nabije omgeving
De onderstaande figuur toont nabijgelegen plaatsen in een straal van 24 km rond Colfax.